# آسیا موتورز

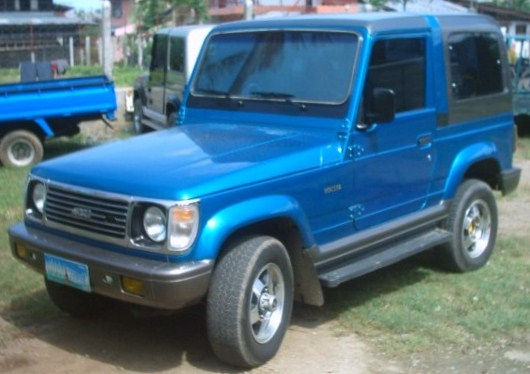
آسیا روکستا در فیلیپین

آسیا موتورز یک شرکت خودروسازی کره‌ای است که در سال ۱۹۶۵ تأسیس شده‌است. این شرکت انواع کامیون‌های وزن سنگین و متوسط و کامیون‌های مخصوص نظامی، انواع جیپ روکستا و همچنین اتوبوس و مینی بوس و انواع موتور تولید می‌کند.در زمانی که شرکت کیا موتورز صاحب ۲۸.۲۸% از سهام شرکت ایشیا موتورز بود، در سال‌های بین ۱۹۷۰ تا ۱۹۷۵، خودروی فیات ۱۲۴ در این شرکت تحت نام فیات-کیا ۱۲۴ تولید می‌شد.در سال ۱۹۹۹، این شرکت به کل به شرکت کیا موتورز پیوست و هم‌اکنون هیچ تولیدی ندارد.